# 道家敏充
道家 敏充（どうけ としみつ）は、日本のフィギュアスケート選手（アイスダンス、ペアスケーティング、男子シングル）。現在はコーチ。アイスダンスのパートナーは中田芳子、阿部珠美、池尻泰子。ペアのパートナーは関富士子。茨城県出身。

## 経歴
1963年、全日本ジュニア選手権で男子シングルに出場し優勝する。
1972年、関富士子とカップルを組み出場した全日本選手権で初優勝する。翌年の1973年にはアイスダンスに転向し、中田芳子と新たにカップルを結成。同年の全日本選手権で優勝し、同選手権で史上初となるペアとアイスダンスによる全日本制覇を達成した。
1974年、阿部珠美とカップルを組み全日本選手権で2位、1975年、池尻泰子とカップルを組み2年連続で全日本選手権で2位となる。また、男子シングルでも1974年と1975年に茨城県代表として国民体育大会に出場し、2連覇を果たす。
引退後は、名古屋スポーツセンターでプロのインストラクターとして活動を行っている。

## 主な戦績

### アイスダンス
- 1973-74シーズンは中田芳子とカップル。
- 1974-75シーズンは阿部珠美とカップル。
- 1975-75シーズンは池尻泰子とカップル。

| 大会/年      | 1973-74 | 1974-75 | 1975-76 |
| ------------ | ------- | ------- | ------- |
| 全日本選手権 | 1       | 2       | 2       |

### ペア
| 大会/年      | 1972-73 |
| ------------ | ------- |
| 全日本選手権 | 1       |

### 男子シングル
| 大会/年              | 1963-64 | 1973-74 | 1974-75 |
| -------------------- | ------- | ------- | ------- |
| 全日本ジュニア選手権 | 1       |         |         |
| 国民体育大会         |         | 1       | 1       |